# Lenka Šestáková
Lenka Šestáková, rozená Krčková (* 14. dubna 1973 České Budějovice) je česká herečka, pedagožka a lektorka. Od dětství se zabývala divadlem a sólovou recitací. Po studiích na pražské DAMU, obor činoherní herectví, čtyři roky působila v Divadle v Celetné. V roce 1994 stála u zrodu Divadelního sdružení CD 94. V letech 2000 až 2016 působila v činohře Jihočeského divadla v Českých Budějovicích, kde vytvořila řadu nezapomenutelných rolí. 
V současné době se zabývá především pedagogickou činností. V českobudějovické Základní umělecké škole Bohuslava Jeremiáše je učitelkou literárně dramatického oboru, dlouhodobě je činná ve Studentském univerzitním divadle SUD. Od roku 2021 působí jako pedagog na katedře činoherního herectví DAMU v Praze. V roce 2024 na DAMU úspěšně zakončila doktorské studium oboru Scénická tvorba a teorie scénické tvorby u prof. Jaroslava Vostrého a Zuzany Sílové. 
Dlouhodobě spolupracuje s Českým rozhlasem.

## Divadelní role
- Jihočeské divadlo[2]
  - 2000 – Idiot (Věra)
  - 2000 – Sylvie (Sylvie)
  - 2001 – Krvavá svatba (Leonardova žena)
  - 2001 – Tři mušketýři (Constance)
  - 2001 – Prezidentky (Marjánka)
  - 2001 – Strakonický dudák (Bělena)
  - 2001 – Portugálie (Mašle)
  - 2002 – Tři sestry (Natálie)
  - 2002 – Zaida (Alenka)
  - 2002 – Večer tříkrálový (Marie)
  - 2002 – Příběhy obyčejného šílenství (Alice)
  - 2002 – Zločin a trest (Kateřina)
  - 2003 – Na správné adrese (Jacqueline)
  - 2003 – Lucerna (Mladá kněžna)
  - 2003 – Višňový sad (Varja, adoptovaná dcera)
  - 2003 – Past na myši (Slečna Casewellová)
  - 2004 – Poprask (Checca, její sestra)
  - 2004 – Maja (Millie)
  - 2004 – Ženy Jindřicha VIII. aneb Chudák král(em) (Anna Boleynová, druhá choť Jindřicha VIII.; Anna Klevská, čtvrtá choť Jindřicha VIII.)
  - 2004 – Harlekýnovy milióny (První sestra)
  - 2005 – Žebrácká opera (Lucy, dcera a Macheathova žena)
  - 2005 – Kyslílk (Ona)
  - 2005 – Muž sedmi sester (Cilka Kostková)
  - 2005 – Babička (Barunka-Božena Němcová a další)
  - 2005 – Zlatovláska (Zlatovláska)
  - 2005 – Miláček (Madlena Forestiérová, jeho žena)
  - 2006 – Tlustý prase (Krásní mladí lidé)
  - 2007 – Sluha dvou pánů (Smeraldina, komorná)
  - 2007 – Rád to někdo horké? (Melody Lady)
  - 2008 – Pýcha a předsudek (Charlotte Lucasová)
  - 2008 – Mnoho povyku pro nic (Beatrice)
  - 2009 – Bůh masakru (Veronika)
  - 2009 – Mobil (Róza)
  - 2009 – Kupec benátský (Jessika)
  - 2010 – Kytice (Daisy / Zlatý kolovrat; Dívka / Vodník)
  - 2010 – Očištění (Kasia, sestra Moniky)
  - 2010 – Vajgl (Čert)
  - 2010 – Kdo je tady ředitel? (Lise)
  - 2010 – Zvíře. Snad se smí říct spodní (žena)
  - 2011 – Utěšitel (Zora Zárubová, neukojená žena)
  - 2011 – Petrolejové lampy (Štěpka)
  - 2011 – Rok na vsi (Sestra Amata)
  - 2012 – Misantrop (Ellen, novinářka)
  - 2012 – Škola základ života (Marta Nováková, tiché děvčátko)
  - 2012 – Dekameron
  - 2012 – Hostina dravců (Francoise)
  - 2013 – Soudné sestry (Magráta Česneková, čarodějka)
  - 2013 – Král duchů a Třeštil aneb Jak zkrotit nelidu (Duch Viktorie, první Třeštilovy ženy)
  - 2013 – Advent (Františka); nominace na Cenu Thálie [3]
  - 2014 – Je úchvatná! (Paní Verindah-Gedgeová)
  - 2014 – Holka nebo kluk (Áda)
  - 2014 – Job Interviews (Švagrová / Magda)
  - 2014 – V jámě lvové (Helena Schwaigerová)
  - 2015 – Pohani (Marina)
  - 2015 – Pryč z Mullingaru (Rosemary)

## Rozhlas
- Český rozhlas
  - 2002 – Nikolaj Vasiljevič Gogol: Bláznovy zápisky
  - 2006 – Věra Nosková: Bereme, co je
  - 2007 – Věra Nosková: Obsazeno
  - 2008 – Petr Šabach: Království za story
  - 2009 – Ičijó Higuči: Za úplňku
  - 2009 – Helena Eliášová: Jako za živa
  - 2010 – Daniela Fischerová: Jednooká, jednoruká a já
  - 2011 – Michal Bauer a Julie Chytilová: Děti z Lugasy
  - 2014 – Stanislava Bumbová: O pekelném pokladu
  - 2014 – Hana Hosnedlová: O jednu babičku víc
  - 2014 – Hana Hosnedlová: Setkání po letech
  - 2014 – Miloň Čepelka: Zvuková paměť
  - 2014 – František Niedl: Poplach v nádražní restauraci
  - 2014 – Stanislava Bumbová: Pomněnka
  - 2019 – Ivan Klíma: Soudce z milosti
  - 2023 – Michael Stavarič: Mrtvorozená Eliška Frankensteinová
- audioknihy
  - 2017 – Paulo Coelho: Veronika se rozhodla zemřít (Tympanum)

## Film a televize
- 1997 – Bublina (režie: Patrik Hartl)
- 2004 – Hop nebo trop (režie: Jiří Chlumský)
- 2010 – Ordinace v růžové zahradě (režie: Petr Zahrádka)
- 2010 – Zázraky života (režie: Jaromír Polišenský)
- 2012 – Helena (režie: Ján Novák)
- 2013 – Případ pro rybáře (režie: Lucie Bělohradská)
- 2015 – Policie Modrava (režie: Jaroslav Soukup)
- 2019 – Modrý kód (režie: Vojtěch Moravec)